# 第67回全日本吹奏楽コンクール
第67回全日本吹奏楽コンクール（だい67かいぜんにほんすいそうがくコンクール）は、2019年10月19日・20日に名古屋国際会議場、10月26日・27日にリンクステーションホール青森で開催された全日本吹奏楽コンクール。当該コンクールは令和最初の大会となる。

## 代表校・代表団体

### 中学校
| 支部   | 都道府県 （地区） | 代表校                   | 出場回数      |
| ------ | ----------------- | ------------------------ | ------------- |
| 北海道 | 函館地区          | 北斗市立上磯中学校       | 5年連続6回目  |
| 北海道 | 札幌地区          | 札幌市立清田中学校       | 3年連続5回目  |
| 東北   | 宮城県            | 仙台市立向陽台中学校     | 2年連続4回目  |
| 東北   | 岩手県            | 北上市立上野中学校       | 2年連続4回目  |
| 東北   | 山形県            | 山形市立第六中学校       | 2年ぶり3回目  |
| 東関東 | 千葉県            | 松戸市立小金中学校       | 4年連続4回目  |
| 東関東 | 千葉県            | 松戸市立第四中学校       | 4年連続10回目 |
| 東関東 | 千葉県            | 柏市立酒井根中学校       | 6年連続15回目 |
| 西関東 | 埼玉県            | 越谷市立大相模中学校     | 2年ぶり5回目  |
| 西関東 | 埼玉県            | 朝霞市立朝霞第一中学校   | 2年連続4回目  |
| 西関東 | 埼玉県            | 草加市立青柳中学校       | 初出場        |
| 東京   | 東京都            | 中央区立日本橋中学校     | 初出場        |
| 東京   | 東京都            | 羽村市立羽村第一中学校   | 5年連続12回目 |
| 東海   | 愛知県            | 日進市立日進西中学校     | 5年連続5回目  |
| 東海   | 静岡県            | 浜松市立開成中学校       | 2年連続6回目  |
| 東海   | 長野県            | 長野市立東北中学校       | 初出場        |
| 北陸   | 富山県            | 高岡市立芳野中学校       | 3年連続8回目  |
| 北陸   | 福井県            | 福井市成和中学校         | 2年連続10回目 |
| 関西   | 大阪府            | 豊中市立第十一中学校     | 5年連続8回目  |
| 関西   | 兵庫県            | 宝塚市立中山五月台中学校 | 7年連続16回目 |
| 関西   | 奈良県            | 生駒市立生駒中学校       | 7年ぶり13回目 |
| 中国   | 島根県            | 出雲市立第一中学校       | 6年連続47回目 |
| 中国   | 山口県            | 山口市立小郡中学校       | 7年ぶり4回目  |
| 中国   | 山口県            | 防府市立桑山中学校       | 8年連続15回目 |
| 四国   | 徳島県            | 徳島市国府中学校         | 2年連続8回目  |
| 四国   | 徳島県            | 徳島市城東中学校         | 3年連続3回目  |
| 四国   | 愛媛県            | 松山市立西中学校         | 2年連続3回目  |
| 九州   | 福岡県            | 福岡市立城南中学校       | 2年連続2回目  |
| 九州   | 鹿児島県          | 鹿児島市立桜丘中学校     | 3年連続4回目  |
| 九州   | 鹿児島県          | 鹿児島市立武岡中学校     | 初出場        |

### 高等学校
| 支部   | 都道府県 （地区） | 代表校                       | 出場回数      |
| ------ | ----------------- | ---------------------------- | ------------- |
| 北海道 | 札幌地区          | 札幌日本大学高等学校         | 2年ぶり7回目  |
| 北海道 | 札幌地区          | 東海大学付属札幌高等学校     | 8年連続37回目 |
| 東北   | 宮城県            | 聖ウルスラ学院英智高等学校   | 2年連続5回目  |
| 東北   | 福島県            | 福島県立磐城高等学校         | 7年連続20回目 |
| 東北   | 秋田県            | 秋田県立秋田南高等学校       | 4年ぶり30回目 |
| 東関東 | 茨城県            | 常総学院高等学校             | 4年連続21回目 |
| 東関東 | 千葉県            | 習志野市立習志野高等学校     | 8年連続33回目 |
| 東関東 | 千葉県            | 柏市立柏高等学校             | 8年連続30回目 |
| 西関東 | 埼玉県            | 埼玉県立伊奈学園総合高等学校 | 9年連続21回目 |
| 西関東 | 埼玉県            | 春日部共栄高等学校           | 8年連続15回目 |
| 西関東 | 埼玉県            | 埼玉栄高等学校               | 7年連続28回目 |
| 東京   | 東京都            | 東海大学付属高輪台高等学校   | 6年連続14回目 |
| 東京   | 東京都            | 東海大学菅生高等学校         | 2年連続7回目  |
| 東京   | 東京都            | 東京都立片倉高等学校         | 2年ぶり15回目 |
| 東海   | 静岡県            | 浜松聖星高等学校             | 5年連続7回目  |
| 東海   | 愛知県            | 愛知工業大学名電高等学校     | 7年連続42回目 |
| 東海   | 愛知県            | 光ヶ丘女子高等学校           | 9年連続18回目 |
| 北陸   | 石川県            | 小松市立高等学校             | 初出場        |
| 北陸   | 富山県            | 富山県立富山商業高等学校     | 8年ぶり31回目 |
| 関西   | 大阪府            | 明浄学院高等学校             | 6年連続16回目 |
| 関西   | 大阪府            | 東海大学付属大阪仰星高等学校 | 初出場        |
| 関西   | 大阪府            | 大阪府立淀川工科高等学校     | 9年連続40回目 |
| 中国   | 岡山県            | 明誠学院高等学校             | 4年連続10回目 |
| 中国   | 岡山県            | 岡山学芸館高等学校           | 6年連続17回目 |
| 中国   | 島根県            | 出雲北陵高等学校             | 5年連続13回目 |
| 四国   | 愛媛県            | 愛媛県立伊予高等学校         | 6年連続26回目 |
| 四国   | 香川県            | 香川県立坂出高等学校         | 3年連続5回目  |
| 九州   | 長崎県            | 活水高等学校                 | 4年ぶり2回目  |
| 九州   | 熊本県            | 玉名女子高等学校             | 6年連続11回目 |
| 九州   | 鹿児島県          | 鹿児島県立松陽高等学校       | 13年ぶり6回目 |

### 大学
| 支部   | 都道府県 （地区） | 代表団体                     | 出場回数      |
| ------ | ----------------- | ---------------------------- | ------------- |
| 北海道 | 函館地区          | 北海道教育大学函館校吹奏楽団 | 2年連続25回目 |
| 東北   | 福島県            | 医療創生大学吹奏楽団         | 2年ぶり3回目  |
| 東関東 | 神奈川県          | 神奈川大学吹奏楽部           | 7年連続47回目 |
| 西関東 | 埼玉県            | 文教大学吹奏楽部             | 8年連続27回目 |
| 東京   | 東京都            | 創価大学パイオニア吹奏楽団   | 2年連続6回目  |
| 東京   | 東京都            | 東海大学吹奏楽研究会         | 9年連続12回目 |
| 東海   | 静岡県            | 静岡大学吹奏楽団             | 7年連続17回目 |
| 北陸   | 富山県            | 富山大学吹奏楽団             | 3年連続10回目 |
| 関西   | 京都府            | 龍谷大学吹奏楽部             | 3年ぶり21回目 |
| 中国   | 山口県            | 山口大学文化会吹奏楽部       | 4年連続9回目  |
| 四国   | 徳島県            | 四国大学吹奏楽部             | 4年連続4回目  |
| 九州   | 長崎県            | 活水女子大学吹奏楽部         | 2年連続2回目  |
| 九州   | 福岡県            | 福岡工業大学吹奏楽団         | 6年連続19回目 |

### 職場・一般
| 支部   | 都道府県 | 代表団体                             | 出場回数      |
| ------ | -------- | ------------------------------------ | ------------- |
| 北海道 | 札幌地区 | 札幌ブラスバンド                     | 3年連続4回目  |
| 北海道 | 函館地区 | 上磯吹奏楽団                         | 2年ぶり7回目  |
| 東北   | 秋田県   | 大曲吹奏楽団                         | 6年連続21回目 |
| 東北   | 秋田県   | 秋田吹奏楽団                         | 3年ぶり15回目 |
| 東北   | 宮城県   | 名取交響吹奏楽団                     | 8年連続24回目 |
| 東関東 | 神奈川県 | グラール ウインド オーケストラ       | 5年ぶり10回目 |
| 東関東 | 神奈川県 | Pastorale Symphonic Band             | 3年ぶり3回目  |
| 東関東 | 千葉県   | 光ウィンドオーケストラ               | 7年連続7回目  |
| 西関東 | 埼玉県   | 川越奏和奏友会吹奏楽団               | 3年連続18回目 |
| 西関東 | 埼玉県   | 川口市・アンサンブルリベルテ吹奏楽団 | 9年連続23回目 |
| 東京   | 東京都   | 創価グロリア吹奏楽団                 | 3年連続14回目 |
| 東京   | 東京都   | 東京隆生吹奏楽団                     | 9年連続9回目  |
| 東海   | 静岡県   | 浜松交響吹奏楽団                     | 2年ぶり17回目 |
| 東海   | 愛知県   | Nisshin Wind Orchestra               | 初出場        |
| 北陸   | 石川県   | 百萬石ウインドオーケストラ           | 5年連続17回目 |
| 北陸   | 富山県   | ムジカグラート氷見                   | 2年ぶり2回目  |
| 関西   | 滋賀県   | 大津シンフォニックバンド             | 5年連続18回目 |
| 関西   | 兵庫県   | 宝塚市吹奏楽団                       | 2年連続12回目 |
| 関西   | 兵庫県   | 西宮市吹奏楽団                       | 23年ぶり7回目 |
| 中国   | 広島県   | NTT西日本中国吹奏楽クラブ            | 6年連続51回目 |
| 中国   | 島根県   | 出雲吹奏楽団                         | 7年ぶり15回目 |
| 四国   | 愛媛県   | 藤原大征とゆかいな音楽仲間たち       | 6年連続7回目  |
| 四国   | 香川県   | 高松市民吹奏楽団                     | 3年連続9回目  |
| 九州   | 福岡県   | 西区市民吹奏楽団                     | 3年連続3回目  |
| 九州   | 福岡県   | 春日市民吹奏楽団                     | 6年連続10回目 |
| 九州   | 福岡県   | ブリヂストン吹奏楽団久留米           | 5年連続46回目 |

## 出演順

### 中学校

#### 前半の部
| 順 | 賞 | 支部   | 都道府県 | 団体                 | 課題曲 | 自由曲 （作曲者／編曲者）                                         | 指揮者     | 人数 (奏者) |
| -- | -- | ------ | -------- | -------------------- | ------ | ----------------------------------------------------------------- | ---------- | ----------- |
| 1  | 銅 | 四国   | 徳島県   | 徳島市国府中学校     | Ⅰ      | 交響曲第2番「キリストの受難」より （F.フェラン）                  | 福田久博   |             |
| 2  | 銅 | 北陸   | 福井県   | 福井市成和中学校     | Ⅱ      | 歌劇「カヴァレリア・ルスティカーナ」より （P.マスカーニ／宍倉晃） | 山本雅代   |             |
| 3  | 銀 | 東海   | 長野県   | 長野市立東北中学校   | Ⅰ      | トリプロ・トリプルム （高昌帥）                                   | 原武男     |             |
| 4  | 金 | 東北   | 宮城県   | 仙台市立向陽台中学校 | Ⅰ      | ブリュッセル・レクイエム （B.アッペルモント）                     | 佐藤啓子   |             |
| 5  | 銀 | 東北   | 岩手県   | 北上市立上野中学校   | Ⅲ      | ブリュッセル・レクイエム （B.アッペルモント）                     | 柿沢香織   |             |
| 6  | 銀 | 東京   | 東京都   | 中央区立日本橋中学校 | Ⅱ      | 「交響曲第3番」より （J.バーンズ）                                | 渡邊浩美   |             |
| 7  | 金 | 関西   | 大阪府   | 豊中市立第十一中学校 | Ⅱ      | 紺碧の波濤 （長生淳）                                             | 橋本裕行   |             |
| 8  | 金 | 九州   | 福岡県   | 福岡市立城南中学校   | Ⅱ      | 吹奏楽のための風景詩「陽が昇るとき」 （高昌帥）                   | 小寺聡     |             |
| 9  | 金 | 東関東 | 千葉県   | 柏市立酒井根中学校   | Ⅱ      | シンフォニエッタ第3番「響きの森」 （福島弘和）                    | 板垣優麻   |             |
| 10 | 銀 | 西関東 | 埼玉県   | 草加市立青柳中学校   | Ⅱ      | 歌劇「トスカ」第1幕より （G.プッチーニ／宍倉晃、冴木匠太郎）      | 浅井加奈子 |             |
| 11 | 金 | 北海道 | 北海道   | 北斗市立上磯中学校   | I      | フェスティバル・ヴァリエーション （C.T.スミス）                   | 中條淳也   |             |
| 12 | 銀 | 東関東 | 千葉県   | 松戸市立第四中学校   | Ⅱ      | キクロシス （中橋愛生）                                           | 須藤卓眞   |             |
| 13 | 銅 | 中国   | 山口県   | 山口市立小郡中学校   | Ⅰ      | ブリュッセル・レクイエム （B.アッペルモント）                     | 田村恵美   |             |
| 14 | 銅 | 四国   | 徳島県   | 徳島市城東中学校     | Ⅰ      | 交響曲第1番「アークエンジェルズ」 （F.チェザリーニ）              | 藤本澄代   |             |
| 15 | 銀 | 東海   | 愛知県   | 日進市立日進西中学校 | Ⅰ      | 「交響曲第1番」より 第1楽章 （J.シベリウス／大竹礼子）            | 大竹礼子   |             |

#### 後半の部
| 順 | 賞 | 支部   | 都道府県 | 団体                     | 課題曲 | 自由曲 （作曲者／編曲者）                                                                                          | 指揮者     | 人数 (奏者) |
| -- | -- | ------ | -------- | ------------------------ | ------ | --- | ---------- | ----------- |
| 1  | 銀 | 東京   | 東京都   | 羽村市立羽村第一中学校   | Ⅱ      | 交響曲第3番「シンフォニー・ポエム」より （A.ハチャトゥリアン／玉寄勝治）                                           | 玉寄勝治   |             |
| 2  | 銀 | 九州   | 鹿児島県 | 鹿児島市立桜丘中学校     | Ⅱ      | 交響曲第1番「神曲」より （R.W.スミス）                                                                             | 坂下武巳   |             |
| 3  | 銅 | 四国   | 愛媛県   | 松山市立西中学校         | Ⅱ      | メトロポリス 1927 （P.グレーアム）                                                                                 | 坪田美知子 |             |
| 4  | 銅 | 東海   | 静岡県   | 浜松市立開成中学校       | Ⅳ      | 吹奏楽のための交響詩「夜明けを駆ける幻影」 （内藤友樹）                                                            | 加藤幸太郎 |             |
| 5  | 銀 | 東関東 | 千葉県   | 松戸市立小金中学校       | Ⅱ      | ブリュッセル・レクイエム （B.アッペルモント）                                                                      | 上村二三子 |             |
| 6  | 銅 | 北陸   | 富山県   | 高岡市立芳野中学校       | I      | ブリュッセル・レクイエム （B.アッペルモント）                                                                      | 大門尚     |             |
| 7  | 金 | 関西   | 奈良県   | 生駒市立生駒中学校       | Ⅱ      | ブリュッセル・レクイエム （B.アッペルモント）                                                                      | 山上隆弘   |             |
| 8  | 金 | 中国   | 山口県   | 防府市立桑山中学校       | Ⅱ      | 「小組曲」より （C.ドビュッシー／加養浩幸）                                                                        | 中村武司   |             |
| 9  | 金 | 九州   | 鹿児島県 | 鹿児島市立武岡中学校     | Ⅱ      | ブリュッセル・レクイエム （B.アッペルモント）                                                                      | 内田貢     |             |
| 10 | 銀 | 北海道 | 北海道   | 札幌市立清田中学校       | Ⅳ      | シンフォニエッタ第3番「響きの森」 （福島弘和）                                                                     | 多米恵理子 |             |
| 11 | 銀 | 西関東 | 埼玉県   | 朝霞市立朝霞第一中学校   | Ⅰ      | 歌劇「カヴァレリア・ルスティカーナ」より （P.マスカーニ／宍倉晃）                                                  | 外崎三吉   |             |
| 12 | 銀 | 西関東 | 埼玉県   | 越谷市立大相模中学校     | Ⅱ      | パラフレーズ・パァ「スタティック・エ・エクスタティック」 アヴェック・アン・プロローグ・エ・レピローグ （天野正道） | 田中秀和   |             |
| 13 | 銀 | 中国   | 島根県   | 出雲市立第一中学校       | Ⅲ      | 歌劇「サルタン皇帝の物語」より （N.リムスキーコルサコフ／高昌帥、谷口栄一）                                        | 段真大     |             |
| 14 | 銀 | 東北   | 山形県   | 山形市立第六中学校       | Ⅱ      | 交響的狂詩曲 （福島弘和）                                                                                          | 小関恵美   |             |
| 15 | 銀 | 関西   | 兵庫県   | 宝塚市立中山五月台中学校 | Ⅲ      | 「交響曲第2番」より （S.ラフマニノフ／平野達也、渡辺秀之)                                                          | 渡辺秀之   |             |

### 高等学校

#### 前半の部
| 順 | 賞 | 支部   | 都道府県 | 団体                       | 課題曲 | 自由曲 （作曲者／編曲者）                                                | 指揮者     | 人数 (奏者) |
| -- | -- | ------ | -------- | -------------------------- | ------ | ------------------------------------------------------------------------ | ---------- | ----------- |
| 1  | 銅 | 北海道 | 北海道   | 札幌日本大学高等学校       | Ⅴ      | 歌劇「エレクトラ」より （R.シュトラウス／高木登古）                      | 木田恵介   |             |
| 2  | 銀 | 西関東 | 埼玉県   | 春日部共栄高等学校         | Ⅴ      | シンフォニエッタ第3番「響きの森」 （福島弘和）                           | 織戸祥子   |             |
| 3  | 銅 | 北陸   | 石川県   | 小松市立高等学校           | Ⅲ      | ブリュッセル・レクイエム （B.アッペルモント）                            | 安嶋俊晴   |             |
| 4  | 銀 | 九州   | 鹿児島県 | 鹿児島県立松陽高等学校     | Ⅱ      | バレエ音楽「中国の不思議な役人」より （B.バルトーク／中村俊哉）          | 立石純也   |             |
| 5  | 銅 | 四国   | 愛媛県   | 愛媛県立伊予高等学校       | Ⅴ      | B-A-C-Hに基づく幻想曲とフーガ （M.レーガー／田村文生）                   | 長谷川公彦 |             |
| 6  | 金 | 九州   | 熊本県   | 玉名女子高等学校           | Ⅱ      | 「GR」より シンフォニック・セレクション （天野正道）                     | 米田真一   |             |
| 7  | 銀 | 東関東 | 千葉県   | 柏市立柏高等学校           | Ⅱ      | 黎明のエスキース （阿部勇一）                                            | 石田修一   |             |
| 8  | 銀 | 東北   | 秋田県   | 秋田県立秋田南高等学校     | Ⅴ      | 交響曲1997「天地人」より （譚盾／天野正道）                              | 奥山昇     |             |
| 9  | 銀 | 中国   | 岡山県   | 明誠学院高等学校           | Ⅱ      | 三つの交響的素描「海」より Ⅲ.風と海との対話 （C.ドビュッシー／藤田玄播） | 稲生健     |             |
| 10 | 銅 | 東関東 | 茨城県   | 常総学院高等学校           | Ⅰ      | 楽劇「サロメ」より 7つのヴェールの踊り （R.シュトラウス／本図智夫）      | 本図智夫   |             |
| 11 | 金 | 東京   | 東京都   | 東海大学菅生高等学校       | Ⅴ      | ブリュッセル・レクイエム （B.アッペルモント）                            | 加島貞夫   |             |
| 12 | 金 | 西関東 | 埼玉県   | 埼玉栄高等学校             | Ⅴ      | 歌劇「アドリアーナ・ルクヴルール」より （F.チレア／宍倉晃）              | 奥章       |             |
| 13 | 金 | 東京   | 東京都   | 東海大学付属高輪台高等学校 | Ⅱ      | アニマ メア ルーチェ （福島弘和）                                        | 畠田貴生   |             |
| 14 | 銀 | 東海   | 静岡県   | 浜松聖星高等学校           | Ⅱ      | いにしえの時から （J.ヴァン=デル=ロースト）                              | 土屋史人   |             |
| 15 | 銀 | 関西   | 大阪府   | 明浄学院高等学校           | Ⅲ      | トリトン・エムファシス （長生淳）                                        | 小野川昭博 |             |

#### 後半の部
| 順 | 賞 | 支部   | 都道府県 | 団体                         | 課題曲 | 自由曲 （作曲者／編曲者） | 指揮者     | 人数 (奏者) |
| -- | -- | ------ | -------- | ---------------------------- | ------ | --- | ---------- | ----------- |
| 1  | 銀 | 九州   | 長崎県   | 活水高等学校                 | Ⅱ      | 吹奏楽のための協奏曲 （高昌帥） | 藤重佳久   |             |
| 2  | 金 | 関西   | 大阪府   | 大阪府立淀川工科高等学校     | Ⅱ      | バレエ音楽「ダフニスとクロエ」第2組曲より 夜明け、全員の踊り （M.ラヴェル／立田浩介）                                                | 丸谷明夫   |             |
| 3  | 銅 | 中国   | 島根県   | 出雲北陵高等学校             | Ⅴ      | バレエ音楽「ガイーヌ」第1組曲より （A.ハチャトゥリアン／鈴木英史）                                                                   | 原田実     |             |
| 4  | 銅 | 北陸   | 富山県   | 富山県立富山商業高等学校     | Ⅱ      | 復興 （保科洋） | 小西衛     |             |
| 5  | 銀 | 東北   | 宮城県   | 聖ウルスラ学院英智高等学校   | Ⅴ      | 交響的変容 （三善晃／遠藤正樹） | 及川博暁   |             |
| 6  | 銅 | 東海   | 愛知県   | 光ヶ丘女子高等学校           | Ⅴ      | インヴォカシオン ～「エル・プエルト」を元にして （L.S.アラルコン）                                                                   | 日野謙太郎 |             |
| 7  | 銀 | 東海   | 愛知県   | 愛知工業大学名電高等学校     | Ⅱ      | ブリュッセル・レクイエム （B.アッペルモント）                                                                                        | 伊藤宏樹   |             |
| 8  | 金 | 北海道 | 北海道   | 東海大学付属札幌高等学校     | Ⅱ      | シンフォニエッタ第3番「響きの森」 （福島弘和）                                                                                       | 井田重芳   |             |
| 9  | 銀 | 東関東 | 千葉県   | 習志野市立習志野高等学校     | Ⅱ      | バレエ音楽「火の鳥」より （I.ストラヴィンスキー／R.アールズ）                                                                        | 石津谷治法 |             |
| 10 | 銀 | 関西   | 大阪府   | 東海大学付属大阪仰星高等学校 | Ⅲ      | 交響詩「ローマの祭」より I.チルチェンセス IV.主顕祭 （O.レスピーギ／佐藤正人）                                                       | 藤本佳宏   |             |
| 11 | 銀 | 東北   | 福島県   | 福島県立磐城高等学校         | Ⅴ      | 管弦楽のための舞踏詩「ラ・ヴァルス」 （M.ラヴェル／高木登古）                                                                        | 橋本葉司   |             |
| 12 | 金 | 中国   | 岡山県   | 岡山学芸館高等学校           | Ⅱ      | 巨人の肩にのって （P.グレーアム） | 中川重則   |             |
| 13 | 銅 | 四国   | 香川県   | 香川県立坂出高等学校         | Ⅱ      | 富士山 -北斎の版画に触発されて- （真島俊夫）                                                                                         | 田所博     |             |
| 14 | 銀 | 西関東 | 埼玉県   | 埼玉県立伊奈学園総合高等学校 | Ⅱ      | 「美女と野獣」より （A.メンケン／森田一浩）                                                                                          | 宇畑知樹   |             |
| 15 | 金 | 東京   | 東京都   | 東京都立片倉高等学校         | Ⅱ      | 秘儀Ⅶ「不死鳥」 序〜興奮した鳥たち〜呪文と燃立つ炎〜不死鳥のテーマ 〜炎に飛び込む不死鳥〜不死鳥の叫びと炎の舞い〜死と復活 （西村朗） | 馬場正英   |             |

### 大学
| 順 | 賞 | 支部   | 都道府県 | 団体                         | 課題曲 | 自由曲 （作曲者／編曲者）                                                 | 指揮者     | 人数 (奏者) |
| -- | -- | ------ | -------- | ---------------------------- | ------ | ------------------------------------------------------------------------- | ---------- | ----------- |
| 1  | 銅 | 四国   | 徳島県   | 四国大学吹奏楽部             | I      | ローザのための楽章 （M.キャンプハウス）                                   | 小川一彦   |             |
| 2  | 銀 | 東北   | 福島県   | 医療創生大学吹奏楽団         | Ⅲ      | 復興 （保科洋）                                                           | 根本直人   |             |
| 3  | 銅 | 北陸   | 富山県   | 富山大学吹奏楽団             | Ⅱ      | カラフル （井澗昌樹）                                                     | 建部知弘   |             |
| 4  | 金 | 西関東 | 埼玉県   | 文教大学吹奏楽部             | Ⅴ      | オルレアンの少女 （天野正道）                                             | 佐川聖二   |             |
| 5  | 銀 | 九州   | 福岡県   | 福岡工業大学吹奏楽団         | Ⅴ      | 3つの交響的素描「海」より III.風と海との対話 （C.ドビュッシー／佐藤正人） | 松井裕子   |             |
| 6  | 金 | 東京   | 東京都   | 東海大学吹奏楽研究会         | Ⅴ      | バレエ音楽「中国の不思議な役人」より （B.バルトーク／加養浩幸）           | 福本信太郎 |             |
| 7  | 銀 | 九州   | 長崎県   | 活水女子大学吹奏楽部         | Ⅱ      | 交響曲第2番「キリストの受難」より （F.フェラン）                          | 三好直英   |             |
| 8  | 銀 | 東関東 | 神奈川県 | 神奈川大学吹奏楽部           | Ⅴ      | 「交響三章」より 第3楽章 （三善晃／小澤俊朗）                             | 小澤俊朗   |             |
| 9  | 銀 | 東京   | 東京都   | 創価大学パイオニア吹奏楽団   | Ⅴ      | オペラ「ある水筒の物語」によるパラフレーズ （伊藤康英）                   | 伊藤康英   |             |
| 10 | 銀 | 中国   | 山口県   | 山口大学文化会吹奏楽部       | Ⅳ      | 楽劇「サロメ」より 7つのヴェールの踊り （R.シュトラウス／森田一浩）       | 松田克寛   |             |
| 11 | 金 | 関西   | 京都府   | 龍谷大学吹奏楽部             | Ⅴ      | ブリュッセル・レクイエム （B.アッペルモント）                             | 若林義人   |             |
| 12 | 銀 | 東海   | 静岡県   | 静岡大学吹奏楽団             | Ⅴ      | 交響曲第2番 （長生淳）                                                    | 三田村健   |             |
| 13 | 銅 | 北海道 | 北海道   | 北海道教育大学函館校吹奏楽団 | Ⅲ      | メトロポリス -The Soundscapes of Tokyo- （河邊一彦）                      | 三笠裕也   |             |

### 職場・一般

#### 前半の部
| 順 | 賞 | 支部   | 都道府県 | 団体                       | 課題曲 | 自由曲 （作曲者／編曲者）                                                                   | 指揮者   | 人数 (奏者) |
| -- | -- | ------ | -------- | -------------------------- | ------ | ------------------------------------------------------------------------------------------- | -------- | ----------- |
| 1  | 銅 | 九州   | 福岡県   | 西区市民吹奏楽団           | Ⅲ      | 歌劇「アンドレア・シェニエ」より （U.ジョルダーノ／宍倉晃）                                 | 松井裕子 |             |
| 2  | 銀 | 東関東 | 神奈川県 | Pastorale Symphonic Band   | Ⅴ      | 吹奏楽のための風景詩「陽が昇るとき」より （高昌帥）                                         | 津堅直弘 |             |
| 3  | 銅 | 四国   | 香川県   | 高松市民吹奏楽団           | Ⅰ      | ラッキードラゴン ～第五福竜丸の記憶～ （福島弘和）                                          | 金川公久 |             |
| 4  | 銅 | 北海道 | 北海道   | 札幌ブラスバンド           | Ⅲ      | 「ドラゴンの年」より （P.スパーク）                                                         | 米田浩哉 |             |
| 5  | 銀 | 東海   | 静岡県   | 浜松交響吹奏楽団           | Ⅱ      | リグ・ヴェーダー天地創造への賛歌 （清水大輔）                                               | 浅田享   |             |
| 6  | 銀 | 関西   | 兵庫県   | 宝塚市吹奏楽団             | I      | 歌劇「イーゴリ公」より ポロヴェッツ人の踊り （A.ボロディン／M.ハインズレー）                | 渡辺秀之 |             |
| 7  | 金 | 関西   | 滋賀県   | 大津シンフォニックバンド   | Ⅳ      | ウインドオーケストラのためのナイトフォニー （高昌帥）                                       | 森島洋一 |             |
| 8  | 銀 | 北陸   | 石川県   | 百萬石ウインドオーケストラ | Ⅱ      | 「バッハザイツ」より I.悲歌 II.間奏曲 III.華麗なるアンダンテ、フーガと終曲 （J.シュテルト） | 仲田守   |             |
| 9  | 金 | 西関東 | 埼玉県   | 川越奏和奏友会吹奏楽団     | Ⅴ      | 交響曲第10番 より 第２・4楽章 （D.ショスタコーヴィチ／天野正道）                            | 佐藤正人 |             |
| 10 | 銀 | 東北   | 秋田県   | 秋田吹奏楽団               | Ⅰ      | アスファルト・カクテル （J.マッキー）                                                       | 遠藤文成 |             |
| 11 | 金 | 東京   | 東京都   | 創価グロリア吹奏楽団       | Ⅱ      | ウインドオーケストラのためのマインドスケープ （高昌帥）                                     | 中村睦郎 |             |
| 12 | 金 | 東関東 | 千葉県   | 光ウインドオーケストラ     | Ⅴ      | クロス ファイア ～ノーヴェンバー 22～ （樽屋雅徳）                                          | 佐藤博   |             |
| 13 | 銅 | 中国   | 広島県   | NTT西日本中国吹奏楽クラブ  | Ⅱ      | パガニーニの主題による幻想変奏曲 （J.バーンズ）                                             | 金田康孝 |             |

#### 後半の部
| 順 | 賞 | 支部   | 都道府県 | 団体                                 | 課題曲 | 自由曲 （作曲者／編曲者）                                                          | 指揮者     | 人数 (奏者) |
| -- | -- | ------ | -------- | ------------------------------------ | ------ | ---------------------------------------------------------------------------------- | ---------- | ----------- |
| 1  | 銀 | 東海   | 愛知県   | Nisshin Wind Orchestra               | Ⅰ      | 交響詩「ドン・ファン」より （R.シュトラウス／森田一浩）                            | 清野雅子   |             |
| 2  | 銅 | 中国   | 島根県   | 出雲吹奏楽団                         | Ⅱ      | 2つの交響的断章 （V.ネリベル）                                                     | 小西慶一   |             |
| 3  | 金 | 西関東 | 埼玉県   | 川口市・アンサンブルリベルテ吹奏楽団 | Ⅴ      | ル・シャン・ドゥ・ラムール・エ・ドゥ・ラ・プリエール ～愛と祈りの歌～ （松下倫士） | 福本信太郎 |             |
| 4  | 金 | 九州   | 福岡県   | ブリヂストン吹奏楽団久留米           | Ⅳ      | バレエ音楽「三角帽子」より （M.ファリャ／榛葉光治）                                | 冨田篤     |             |
| 5  | 金 | 東関東 | 神奈川県 | グラール ウインド オーケストラ       | Ⅲ      | ボレアス～北風の神の神話 （福島弘和）                                              | 佐川聖二   |             |
| 6  | 銅 | 北海道 | 北海道   | 上磯吹奏楽団                         | Ⅱ      | バレエ音楽「アパラチアの春」より （A.コープランド／森田一浩）                      | 澤邊諒     |             |
| 7  | 銀 | 九州   | 福岡県   | 春日市民吹奏楽団                     | Ⅱ      | アダージョ・スウォヴィアンスキェ・ドゥルゥギェ （天野正道）                        | 八尋清繁   |             |
| 8  | 銀 | 東北   | 秋田県   | 大曲吹奏楽団                         | Ⅲ      | バレエ音楽「シバの女王ベルキス」より （O.レスピーギ／田村裕三）                    | 小塚類     |             |
| 9  | 銅 | 四国   | 愛媛県   | 藤原大征とゆかいな音楽仲間たち       | Ⅰ      | トリトン・デュアリティ （長生淳）                                                  | 藤原大征   |             |
| 10 | 金 | 東北   | 宮城県   | 名取交響吹奏楽団                     | Ⅱ      | タイム・フォー・アウトレイジ！ （M.ピュッツ）                                      | 奥村伸樹   |             |
| 11 | 銀 | 関西   | 兵庫県   | 西宮市吹奏楽団                       | I      | われらをめぐる海 〜レイチェル・カーソンに捧ぐ〜 （阿部勇一）                       | 小谷康夫   |             |
| 12 | 金 | 東京   | 東京都   | 東京隆生吹奏楽団                     | Ⅱ      | ムジカ・クインクウェ・プレナ （高昌帥）                                            | 畠田貴生   |             |
| 13 | 銅 | 北陸   | 富山県   | ムジカグラート氷見                   | I      | 交響曲第4番 作品71 より 第1・第3・第4楽章 （M.アーノルド／瀬尾宗利）               | 瀬尾宗利   |             |

## 金賞受賞団体
| 部門              | 団体                                 | 金賞受賞回数  |
| ----------------- | ------------------------------------ | ------------- |
| 中学校 (前半)     | 仙台市立向陽台中学校                 | 初受賞        |
| 中学校 (前半)     | 豊中市立第十一中学校                 | 2年ぶり3回目  |
| 中学校 (前半)     | 福岡市立城南中学校                   | 初受賞        |
| 中学校 (前半)     | 柏市立酒井根中学校                   | 6年連続13回目 |
| 中学校 (前半)     | 北斗市立上磯中学校                   | 5年連続6回目  |
| 中学校 (後半)     | 生駒市立生駒中学校                   | 8年ぶり9回目  |
| 中学校 (後半)     | 鹿児島市立武岡中学校                 | 初受賞        |
| 中学校 (後半)     | 防府市立桑山中学校                   | 3年連続8回目  |
| 高等学校 (前半)   | 玉名女子高等学校                     | 6年連続7回目  |
| 高等学校 (前半)   | 東海大学菅生高等学校                 | 2年連続2回目  |
| 高等学校 (前半)   | 埼玉栄高等学校                       | 2年連続20回目 |
| 高等学校 (前半)   | 東海大学付属高輪台高等学校           | 3年連続10回目 |
| 高等学校 (後半)   | 大阪府立淀川工科高等学校             | 9年連続32回目 |
| 高等学校 (後半)   | 東海大学付属札幌高等学校             | 8年連続23回目 |
| 高等学校 (後半)   | 岡山学芸館高等学校                   | 3年連続6回目  |
| 高等学校 (後半)   | 東京都立片倉高等学校                 | 5年ぶり6回目  |
| 大学              | 文教大学吹奏楽部                     | 5年連続19回目 |
| 大学              | 東海大学吹奏楽研究会                 | 4年連続7回目  |
| 大学              | 龍谷大学吹奏楽部                     | 3年ぶり11回目 |
| 職場・一般 (前半) | 大津シンフォニックバンド             | 4年連続14回目 |
| 職場・一般 (前半) | 川越奏和奏友会吹奏楽団               | 2年連続14回目 |
| 職場・一般 (前半) | 創価グロリア吹奏楽団                 | 2年連続13回目 |
| 職場・一般 (前半) | 光ウィンドオーケストラ               | 初受賞        |
| 職場・一般 (後半) | 川口市・アンサンブルリベルテ吹奏楽団 | 4年連続19回目 |
| 職場・一般 (後半) | ブリヂストン吹奏楽団久留米           | 5年連続35回目 |
| 職場・一般 (後半) | グラール ウインド オーケストラ       | 12年ぶり3回目 |
| 職場・一般 (後半) | 名取交響吹奏楽団                     | 2年連続9回目  |
| 職場・一般 (後半) | 東京隆生吹奏楽団                     | 3年連続7回目  |